# Mark Thatcher
Sir Mark Thatcher, secondo baronetto di Scotney (Londra, 15 agosto 1953), è un imprenditore e pilota automobilistico britannico.
Figlio di Margaret Thatcher e di Sir Denis Thatcher, è fratello gemello di Carol Thatcher.
Oltre ad essere conosciuto quale figlio dell'ex Primo ministro britannico Margaret, Mark Thatcher ha attirato l'interesse delle cronache – giudiziarie, mondane e sportive – a causa del suo stile di vita, sia per le sue attività imprenditoriali, sovente assai discusse, e al centro di scandali e controversie, che per la sua attività di pilota da corsa. Venne inoltre prepotentemente alla ribalta per il suo coinvolgimento in un tentativo di colpo di Stato in Guinea Equatoriale, per il quale fu condannato a 4 anni di carcere.

## Biografia
Nasce il 15 agosto 1953 da un parto cesareo mentre suo padre Denis stava assistendo a una partita di cricket all'Oval, famoso campo da cricket di Londra. Il Financial Times – l'autorevole giornale economico-finanziario del Regno Unito, uno dei più antichi e letti del mondo – definì Mark Thatcher “una sorta di Arthur Daley con una mamma famosa". Sir Bernard Ingham, capo ufficio stampa della signora Thatcher, non lo apprezzava molto: alcune testimonianze riferiscono che quando Mark gli chiese come avrebbe potuto aiutare sua madre Margaret a vincere le elezioni del 1987, Ingham gli rispose "Lasci il Paese".

### Istruzione
Dal 1967 al 1971 frequentò la Harrow School, con risultati per nulla eccezionali, mentre eccelse nello sport. A scuola, per la mancanza di fascino, fu soprannominato Thickie Mork. Entrò nella “Touche Ross”, azienda di servizi di consulenza e revisione, ma la lasciò dopo essere stato bocciato per tre volte agli esami per diventare ragioniere. Non si iscrisse all'università.

### Carriera nell'automobilismo e sponsorizzazioni
La sua carriera come pilota automobilistico non annovera particolari successi, ma balzò improvvisamente agli onori della cronaca di tutto il mondo nel 1982, quando si smarrì il 9 gennaio nel Sahara algerino durante la Parigi-Dakar con la sua Peugeot 504, venendo poi ritrovato il 14 gennaio dai C-130 Hercules dell'aeronautica militare algerina.
- Sponsorizzazione di un'azienda tessile giapponese

Nel 1980 fece pubblicità a un'azienda tessile giapponese per finanziare la sua attività di pilota automobilistico. La sua decisione causò nel Regno Unito un'ondata di proteste mettendo in grave imbarazzo sua madre, allora Primo ministro, che proprio in quel periodo stava esortando tutti i cittadini britannici a "comprare britannico" per risollevare l'economia del Paese.
Il sindacato nazionale dei lavoratori tessili britannico insorse e proclamò che era vergognoso che il figlio del Primo ministro sponsorizzasse abbigliamento straniero mentre più di 15.000 lavoratori del settore tessile erano disoccupati. In breve, su sollecitazione della madre, Mark rinunciò all'idea.
- La 24 ore di Le Mans

Nel 1980 e nel 1981 partecipò alla 24 Ore di Le Mans ma entrambe le volte la sua vettura finì distrutta in incidenti. Nell'edizione del 1980 condivise l'Osella PA8 con Lella Lombardi.
- Il fallimento alla Parigi-Dakar del 1982

Nel 1982 Thatcher concorse al rally Parigi-Dakar ma, nonostante fosse alla sua prima partecipazione alla dura gara, dichiarò alla BBC di non essere affatto preoccupato.
Com'egli stesso successivamente ammise, affrontò la corsa senza alcuna preparazione:
Il risultato fu una costosissima operazione internazionale di ricerca e salvataggio in piena regola su larga scala che fece scalpore e imbarazzò non poco Downing Street. Mentre erano in gara, lui, il suo co-pilota (la francese Anny-Charlotte Verney) e il meccanico si persero per sei giorni nel Sahara al confine fra Algeria e Mali. Il 9 gennaio 1982 i tre si fermarono per la riparazione di un guasto alla loro vettura bianca separandosi così dal convoglio di veicoli di cui facevano parte.
Il 12 gennaio 1982 furono dichiarati ufficialmente scomparsi. La notizia ebbe immediata e vastissima eco nei mass media di tutto il mondo e fu quella una delle due sole occasioni in cui la "Lady di Ferro" fu vista piangere in pubblico. Il 14 gennaio 1982 i tre furono ritrovati da un Hercules C-130 dell'aeronautica militare algerina, che localizzò la Peugeot.
Sull'imbarazzante e dispendiosa missione internazionale di ricerca e soccorso messa in moto per ritrovarlo, Thatcher successivamente scriverà:
Thatcher diede tutta la colpa dell'accaduto "a quegli stupidi bastardi" del convoglio, i quali, secondo lui, fornirono informazioni errate sulla loro posizione:
Finalmente, a proposito della sua partecipazione alla Parigi-Dakar del 1982 Thatcher, nel 2004, ormai maturo cinquantenne, scriverà memorabilmente:
Una volta recuperato, Thatcher non solo non volle ammettere di essersi smarrito, ma si rifiutò pure di ringraziare la squadra di soccorso algerina che l'aveva tratto in salvo, mettendo in imbarazzo suo padre Denis, volato in Algeria per unirsi alle ricerche. La sua partecipazione alla Parigi-Dakar fu finanziata dalla Mark Thatcher Racing, una società che Mark aveva creato nel 1977, chiusa poi per problemi finanziari.

### Carriera nel mondo degli affari
L'attività imprenditoriale di Mark Thatcher è stata sovente assai discussa e al centro di indagini giudiziarie, cause legali, scandali e inchieste parlamentari che hanno coinvolto sua madre Margaret sotto il profilo politico oltre che personale. Il prestigioso quotidiano britannico Times ha sottolineato come la carriera di Mark Thatcher nel mondo degli affari sia decollata solo dopo che sua madre divenne Primo ministro.
Il quotidiano Independent così intitolò un articolo sulla parabola di Thatcher nel mondo degli affari:
E ancora l'Independent su Mark Thatcher e la sua attività imprenditoriale:
All'inizio della sua carriera ha lavorato anche nel settore della vendita dei gioielli ma lo ha rapidamente abbandonato.
- La Monteagle Marketing

Nel 1979, cinque mesi dopo che la madre venne nominata Primo ministro, Mark creò la Monteagle Marketing, una compagnia di "consulenza internazionale". Il Times sottolinea che le richieste di consulenza aumentarono considerevolmente dopo che sua madre fu nominata primo Ministro il cui nome Mark sfruttò a favore della Monteagle Marketing.
- Lo scandalo Cementation

Nel 1981 fu sospettato di aver ricevuto una commissione di un milione di sterline su un contratto da 300 milioni di sterline per la costruzione di una nuova università in Oman. Il contratto era stato caldeggiato da sua madre Margaret arrivata il 9 maggio 1981 in visita ufficiale in Oman, ove il giorno dopo giunse Mark, consulente della Cementation, la colossale impresa di costruzioni britannica che in seguito si aggiudicò l'appalto.. La circostanza provocò grande scalpore e Margaret Thatcher e suo figlio furono al centro di aspre critiche e forti polemiche, fuori e dentro del Parlamento.
Conseguenze politiche dello scandalo Cementation
La vicenda finì in Parlamento, oggetto di dibattute interpellanze alla Camera dei Comuni che provocarono una spaccatura nello stesso Partito Conservatore, di cui la Thatcher pure era a capo. Molti deputati conservatori si rifiutarono infatti di sottoscrivere un documento di sostegno e solidarietà alla Thatcher, che si limitò ad affermare di non aver fatto altro che appoggiare un'impresa britannica e a negare che vi fosse un conflitto di interessi
- Lo scandalo della diga sul fiume Pergau

Nel corso del 1994 Mark Thatcher si trovò implicato in un altro grande scandalo in cui fu coinvolta ancora una volta sua madre Margaret. Il caso fece nascere altre inchieste parlamentari e clamore nella stampa internazionale. Il 6 agosto 1988, diretta in Australia, la Thatcher si fermò a Kuala Lumpur, in Malesia, e per due ore, stando agli atti parlamentari britannici, discusse di forniture belliche e di diritti aeroportuali ad Heathrow della compagnia di bandiera malese.
Un mese dopo i due siglarono un accordo d'intesa con cui il Regno Unito concedeva alla Malesia 234 milioni di sterline – il più alto finanziamento di sempre per aiuti allo sviluppo economico internazionale della storia del Regno Unito – per la costruzione di una diga e di una centrale idroelettrica sul fiume Pergau, situato nella foresta pluviale malese al confine con la Thailandia. Molte perplessità suscitò il fatto che Mark Thatcher fosse consulente della Cementation, una delle imprese che aveva ottenuto l'appalto per la costruzione della diga, oltre che essere legato a Tim Bell, consulente per le pubbliche relazioni di sua madre Margaret e di Mahathir bin Mohamad, primo ministro malese. Altrettanti interrogativi sollevò il fatto che Charles Powell, consulente della Thatcher per gli affari esteri, fosse direttore della Trafalgar House, il colosso britannico delle costruzioni di cui la Cementation era sussidiaria. La Thatcher, chiamata a deporre innanzi alla Commissione per gli Affari Esteri, si rifiutò di testimoniare sul caso.
Conseguenze politiche dello scandalo Pergau
Pochi mesi dopo la concessione dei fondi, la Malesia firmò un contratto di 1,95 miliardi di dollari per l'acquisto di armi dal Regno Unito, fra cui cacciabombardieri Tornado del consorzio anglo-italo-tedesco Panavia Aircraft, aerei d'addestramento Hawk britannici e altro materiale bellico. Fu quindi sollevato il sospetto che i fondi che il Regno Unito aveva concesso alla Malesia facessero parte di uno scambio che vincolava l'elargizione degli aiuti finanziari alla Malesia all'acquisto degli armamenti britannici. Ciò violava le leggi britanniche che vietavano l'assegnazione di fondi di aiuto allo sviluppo economico internazionale per scopi diversi da quelli previsti dall'erogazione: i finanziamenti dovevano essere concessi per un progetto volto ad aiutare le popolazioni del Paese cui erano destinati e non potevano servire ad altro.
Il caso finì davanti all'High Court of Justice, l'Alta Corte di Giustizia di Inghilterra e Galles, che ritenne il ministro degli affari esteri britannico Douglas Hurd colpevole di aver agito ultra vires, cioè al di là della portata dei suoi poteri, per aver approvato il piano di aiuti nonostante il parere contrario della Banca Mondiale e dell'Amministrazione per lo Sviluppo Oltremare (Overseas Development Administration) del Regno Unito. Poco dopo Douglas Hurd uscì dalla scena politica di primo piano. Hurd affermò di aver avuto le mani legate dall'impegno preso dalla signora Thatcher e che “le conseguenze di una marcia indietro sull'accordo preso ai massimi livelli sarebbero state assai serie”.
- Lo scandalo Al-Yamamah

Tre anni dopo Mark Thatcher fu al centro di un ennesimo scandalo di dimensioni ancora maggiori: fu sospettato di aver intascato una gigantesca tangente di 12 milioni di sterline su un colossale contratto da 40 miliardi di sterline per la vendita di armamenti britannici all'Arabia Saudita da parte della British Aerospace prima e della BAE Systems poi. Il contratto, perorato da sua madre Margaret, rappresenta il maggiore accordo di esportazione nella storia del Regno Unito; conosciuto come Al-Yamamah (in arabo اليمامة, La Colomba), fu definito "l'affare del secolo" ed è la più grande vendita di armi mai realizzata fra due Stati. Anche in questo caso la Thatcher dovette fronteggiare difficili interpellanze parlamentari e aspre reazioni della stampa e dell'opinione pubblica.
- Il caso EDS - Electronic Data Systems

Electronic Data Systems, gigante statunitense dell'erogazione di servizi tecnologici e di business assunse Mark Thatcher proprio mentre stava cercando di aggiudicarsi un contratto da 1,6 milioni di sterline con il ‘'Department of Social Security'’ (il Ministero della Previdenza Sociale britannico) e quando sua madre Margaret era Primo ministro. La cosa sollevò furiose reazioni nei mass-media e richieste di chiarimenti in Parlamento. La EDS dichiarò che Mark Thatcher stava lavorando a contratti con l'Estremo Oriente e non con il Regno Unito. Si riferì che la Thatcher avesse discusso la cosa con suo figlio Mark e che non fosse preoccupata dalla circostanza.
- Il caso Ameristar: accusa di truffa e frode

Nel 1995 fu denunciato per truffa e frode per 4 milioni di dollari per il suo ruolo nell'acquisizione della società texana di combustibile per aerei Ameristar. L'Ameristar finì poi per fallire.
- Indagine dell'Agenzia delle Dogane USA per traffico illegale di armi

Sempre a metà degli anni Novanta fu coinvolto in un'indagine dell'Agenzia delle Dogane statunitense (US Customs) per traffico illegale d'armi in Libia e Iraq attraverso l'‘'Ameristar'’e la ‘'Grantham'’, altra sua società.
- Indagine dell'Agenzia delle Entrate USA per evasione fiscale: il caso Emergency Networks

Sempre a metà degli anni Novanta fu coinvolto in un'indagine dell'Agenzia delle Entrate degli Stati Uniti (Internal Revenue Service) per evasione fiscale. L'Emergency Networks, una società di Dallas che vendeva sistemi di sicurezza e antincendio e della quale Mark era azionista e dirigente, fu indagata per evasione fiscale per molti milioni di dollari in Texas. Il 15 gennaio 2005 l'autorevole quotidiano britannico The Times riferì che il Ministero della Giustizia statunitense aveva dichiarato che Mark e altri quattro dirigenti avevano intenzionalmente tentato di evadere il pagamento delle tasse. L'Emergency Networks andò poi incontro al fallimento.
- Indagine per usura: il caso Matrix Capital

Nel 1995 si trasferisce dal Texas in Sudafrica assieme alla moglie Diane e ai loro due figli. Nel 1998 le autorità sudafricane misero sotto inchiesta per usura la sua azienda, la Matrix Capital, come riportato, fra gli altri, dallo Star di Johannesburg. Mark fu indagato per il prestito di consistenti somme di denaro a tassi d'interesse esorbitanti a più di 900 fra agenti e impiegati civili della polizia di Città del Capo che si trovavano in difficoltà finanziarie.
- Denuncia per morosità

Nel 2008 fu denunciato per il mancato pagamento dell'affitto della lussuosa villa da 7.000 euro al mese a San Pedro Alcántara, nel Sud della Spagna. Si ritenne che avesse usato la villa come rifugio per sfuggire all'estradizione a causa del suo coinvolgimento nel fallito colpo di Stato in Guinea Equatoriale.

### Il fallito colpo di Stato in Guinea Equatoriale
Alle 7 del mattino del 25 agosto 2004 fu arrestato da agenti del Directorate of Special Operations (un corpo speciale di polizia sudafricana per il crimine organizzato e la corruzione) nella sua casa in Dawn Avenue a Constantia, un ricco quartiere residenziale alla periferia di Città del Capo in Sudafrica 
. L'arresto ebbe immediata e vastissima risonanza in tutto il mondo. Fu accusato dalle autorità sudafricane di aver violato il Foreign Military Assistance Act, che vieta ai residenti in Sudafrica di partecipare ad attività militari straniere. I capi d'imputazione erano relativi al "presunto finanziamento e organizzazione" di un tentativo di colpo di Stato per rovesciare Teodoro Obiang Nguema, presidente della Guinea Equatoriale, ove dalla metà degli anni Novanta erano stati scoperti ricchissimi giacimenti di petrolio che avevano reso il Paese il terzo produttore di petrolio d'Africa.
Il colpo di Stato fu organizzato da Simon Mann, amico di Mark Thatcher e suo vicino di casa a Città del Capo, mercenario ed ex ufficiale dello SAS, il corpo speciale dell'esercito britannico. La cella in cui fu rinchiuso era affollata e fu derubato; gli furono prese scarpe, giacca e cellulare. Thatcher fu subito rilasciato dietro pagamento di una cauzione di 2 milioni di rand (circa 167.000 dollari). Le autorità sudafricane gli sequestrarono il passaporto, gli vietarono di lasciare la Penisola del Capo, lo condannarono agli arresti domiciliari e lo obbligarono a recarsi ogni giorno fra le 8 e le 16 alla stazione di polizia di Wynberg, a circa tre miglia da casa sua.
Sua moglie Diane lasciò rapidamente il Sudafrica e fece ritorno in Texas con i loro due figli, per poi separarsi definitivamente da lui. 
 In base alle leggi sudafricane Thatcher rischiava una condanna fino a 15 anni di carcere ma al processo, iniziato nel novembre del 2004, patteggiò la pena riuscendo così ad evitare la galera. Le sue spiegazioni non convinsero i giudici sudafricani che lo condannarono, nel gennaio 2005, a quattro anni di carcere con la condizionale e al pagamento di una multa di tre milioni di rand (circa mezzo milione di dollari). Thatcher non scontò nemmeno un giorno in prigione e lasciò frettolosamente il Sudafrica.
Il suo amico Simon Mann invece finì in prigione in Zimbabwe. Nel gennaio 2008 fu estradato in Guinea Equatoriale, ove nel luglio del 2008 fu condannato a 34 anni di carcere da trascorrere nell'infernale prigione di Black Beach a Malabo per essere poi rilasciato nel novembre 2009, graziato dal Presidente guineano Teodoro Obiang Nguema.
Durante il processo Simon Mann dichiarò che "Mark Thatcher non era solamente un finanziatore ma faceva parte del gruppo dirigente" del colpo di Stato.
Nell'aprile del 2005 gli Stati Uniti gli rifiutarono il visto d'ingresso proprio per il suo coinvolgimento nel colpo di Stato in Guinea Equatoriale e poco dopo anche il Principato di Monaco lo dichiarò "persona non grata", non gli rinnovò la residenza e lo espulse
.
 Quando pure la Svizzera gli rifiutò la residenza, 
Thatcher andò a vivere a Gibilterra.
Nell'aprile del 2016 fu coinvolto nello scandalo Panama Papers; alle Barbados - Paese considerato un paradiso fiscale e per questo inserito nella Lista Nera -
Thatcher ha una proprietà ed è beneficiario di un fondo.

### Matrimoni e figli
Il giorno di San Valentino del 1987 Thatcher si sposò al Savoy Chapel di Londra con Diane Burgdorf, una ricca ereditiera statunitense conosciuta a Dallas il 1º ottobre 1984. La coppia ha avuto due figli: Michael, nato il 28 febbraio 1989 a Dallas e Amanda, nata nel 1993. Divorziarono il 18 settembre 2005. Nel marzo 2008 Mark si risposa con Sarah Russell, nipote di Kathy Kirby.

### Titoli
Mark Thatcher ha ereditato il titolo di baronetto dal padre, a cui era stato attribuito il 7 dicembre 1990.
- Mark Thatcher Esq. (15 agosto 1953 – 26 giugno 1992)
- The Hon. Mark Thatcher (26 giugno 1992 – 26 giugno 2003)
- The Hon. Sir Mark Thatcher, 2nd Bt (26 giugno 2003 – in carica)